# André Rochon
Pour les articles homonymes, voir Rochon.

a Compétitions nationales et continentales officielles uniquement.

b Matchs officiels uniquement.
André Rochon, parfois nommé Aimé Rochon, né le 29 mars 1906 à Chastreix (France) et mort le 8 décembre 1986 à Vichy (France), est un joueur international français de rugby à XV évoluant principalement aux postes de troisième ligne aile et de talonneur à l'AS Montferrand durant sa carrière.

## Biographie

### Jeunesse et débuts à l'AS Montferrand
André Rochon naît le 29 mars 1906 à Chastreix dans le département français du Puy-de-Dôme,,. Il est formé à la pratique du rugby à XV au sein de l'AS Montferrand (ASM).
Dans ce club, il fait ses débuts en équipe première lors de la saison 1925-1926, après que le club ait validé sa montée en première division pour la première fois de son histoire. Dans cette équipe, il évolue à plusieurs postes, alternant particulièrement entre ceux de talonneur et de troisième ligne aile,.
En mars 1927, il est sélectionné en équipe de France militaire, en compagnie de son coéquipier montferrandais Maurice Savy, afin d'affronter une sélection de Paris,.

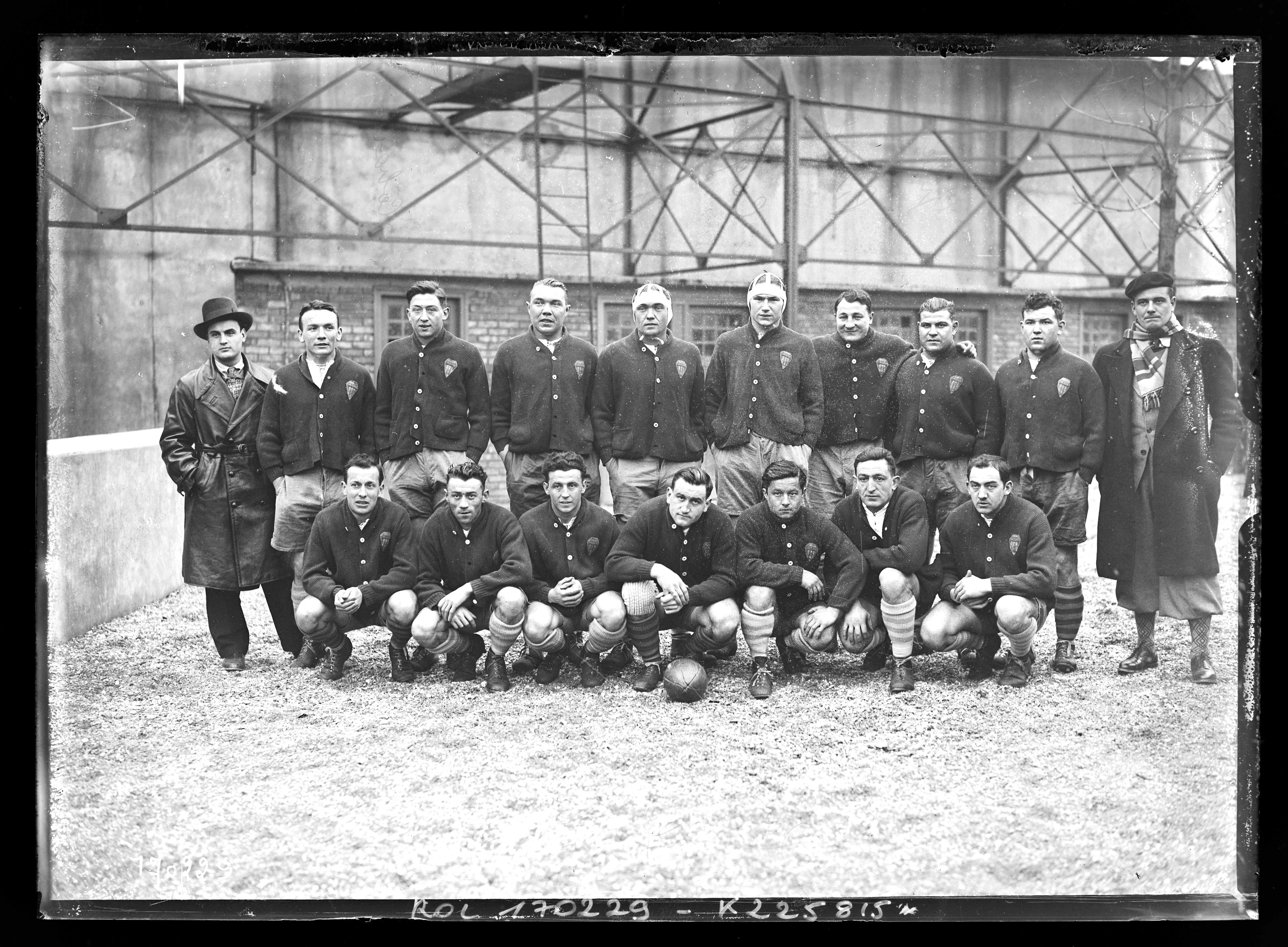
L'équipe de l'AS Montferrand lors de la saison 1932-1933. André Rochon debout, deuxième en partant de la gauche.

Quelques années plus tard, au mois de janvier 1933, il est retenu par l'équipe du Midi, tout comme ses coéquipiers de club Lucien Cognet et Maurice Savy, afin de jouer un match contre l'équipe de France à Toulouse à la fin du mois,.
Deux ans plus tard, en janvier 1935, il est à nouveau convoqué avec l'équipe du Midi, toujours avec ses coéquipiers Cognet et Savy, pour jouer un match contre la France à Toulouse. Le mois suivant, il est retenu par l'équipe de France en tant que remplaçant contre l'Allemagne mais ne joue pas ce match. En fin de saison avec son club, il dispute les finales du Challenge Yves du Manoir mais l'ASM s'incline contre l'USA Perpignan lors de la deuxième finale, la première ayant abouti sur un score nul 3 partout.

### Unique cape en équipe de France, capitaine et dernière saison à l'AS Montferrand
Lors de la saison 1935-1936, André Rochon dispute la première finale de Championnat de France de son club en étant titularisé en troisième ligne aux côtés de Lucien Cognet et de François Punsola,. Son club est toutefois défait 6 à 3 par le RC Narbonne,,. Une semaine après ce match, il connaît son unique cape en équipe de France en battant l'Allemagne 19 à 14 et remportant le Tournoi européen FIRA en compagnie de ses coéquipiers de club Lucien Cognet, Maurice Savy et Pierre Thiers,,,.
La saison suivante, au mois d'octobre 1936, il est sélectionné pour disputer un match de sélection contre l'équipe de France avec l'équipe du reste de la France. Toutefois, après quelques défections, il est promu en équipe de France pour ce match. La sélection française s'impose 23 à 20 mais il n'est pas retenu pour affronter l'Allemagne. Puis, en janvier 1937, il est retenu par la sélection du Centre afin de disputer la Coupe nationale. Cependant, il est finalement remplacé par son coéquipier de club François Punsola. En club, l'AS Montferrand se rend une nouvelle fois jusqu'en finale du Championnat de France, cette fois-ci face au CS Vienne. De nouveau titulaire, son équipe perd encore en finale, sur le score de 13 à 7,. Jouant d'abord en troisième ligne aile, il est replacé au poste de demi de mêlée après la blessure de son coéquipier Marius Bellot durant ce match.
À partir de la saison 1937-1938, il récupère le capitanat du club à la place de Maurice Savy qui souhaite prendre du recul,. Cette saison-là, il ne dispute pas la finale de Challenge Yves du Manoir remporté par son club contre l'USA Perpignan par 23 à 10,. Le mois suivant, il dispute toutefois la demi-finale du Championnat de France mais l'AS Montferrand est éliminée sur le score de 3 à 0 par le Biarritz olympique, mettant un terme à la saison des Auvergnats. En mai 1938, avec son club il joue un match contre la sélection Centre-Berry.
Lors de l'exercice 1938-1939, il effectue sa quatorzième et dernière saison en équipe première de l'AS Montferrand,. Au cours de cette saison, l'AS Montferrand est éliminée par le RC Toulon en demi-finale du Challenge Yves du Manoir dans un match où il est titulaire. En fin de saison, son club est éliminé en quart de finale du Championnat de France par le Biarritz olympique mais il ne joue pas. Il joue son dernier match au tour précédent contre l'AS Soustons.

### Participation à la Seconde Guerre mondiale, nouvelles activités et fin de vie
En 1939, André Rochon est appelé pour la Seconde Guerre mondiale.
À partir de 1942, il s'implique au sein de la commission rugby de l'AS Montferrand avec ses anciens coéquipiers Jean Chassagne, Charles Liausu, Joseph Marmayou, Noël Rochat et Maurice Savy, ainsi que son entraîneur André Francquenelle,.
Dans la vie civile, il est ingénieur chez Michelin et agent technique des ponts et chaussées. Il est marié et le père d'au moins un enfant.
Par la suite, après avoir quitté Clermont-Ferrand, il devient arbitre internationale de la Fédération internationale de rugby amateur (FIRA).
André Rochon meurt le 8 décembre 1986 à Vichy dans le département de l'Allier,.

## Statistiques

### En club
- 159 matchs avec l'AS Montferrand de 1926 à 1939[1].
- 79 points, soit 15 essais et deux transformations.

### En équipe nationale
André Rochon compte une cape en équipe de France le 17 mai 1936 contre l'équipe d'Allemagne. Il n'inscrit aucun point.
| Année | Compétition           | Matchs | Points | Essais |
| ----- | --------------------- | ------ | ------ | ------ |
| 1936  | Tournoi européen FIRA | 1      | -      | -      |
| Total | Total                 | 1      | 0      | 0      |

## Palmarès

### En club
- Finaliste du Challenge Yves du Manoir en 1935 avec l'AS Montferrand.
- Finaliste du Championnat de France en 1936 et 1937 avec l'AS Montferrand.
- Vainqueur du Challenge Yves du Manoir en 1938[note 1] avec l'AS Montferrand.

### En équipe nationale
- Vainqueur du Tournoi européen FIRA en 1936 avec l'équipe de France.